# Hypsiglena
Hypsiglena is een geslacht van slangen uit de familie toornslangachtigen (Colubridae) en de onderfamilie Dipsadinae.

## Naam en indeling
De wetenschappelijke naam van de groep werd voor het eerst voorgesteld door Edward Drinker Cope in 1860. Er zijn negen soorten.

## Verspreiding en habitat
De soorten komen voor in delen van Noord-Amerika en leven in de landen Mexico en de Verenigde Staten. De habitat bestaat uit savannen, scrublands, graslanden en rotsige omgevingen.

## Beschermingsstatus
Door de internationale natuurbeschermingsorganisatie IUCN is aan zes soorten een beschermingsstatus toegewezen. Vijf soorten worden beschouwd als 'veilig' (Least Concern of LC) en een als 'onzeker' (Data Deficient of DD).

## Soorten
Het geslacht omvat de volgende soorten, met de auteur en het verspreidingsgebied.
| Naam                     | Auteur             | Verspreidingsgebied      |
| ------------------------ | ------------------ | ------------------------ |
| Hypsiglena affinis       | Boulenger, 1894    | Mexico                   |
| Hypsiglena catalinae     | Tanner, 1966       | Mexico                   |
| Hypsiglena chlorophaea   | Cope, 1860         | Mexico, Verenigde Staten |
| Hypsiglena jani          | Dugès, 1865        | Mexico                   |
| Hypsiglena ochrorhynchus | Cope, 1860         | Mexico, Verenigde Staten |
| Hypsiglena slevini       | Tanner, 1943       | Mexico                   |
| Hypsiglena tanzeri       | Dixon & Lieb, 1972 | Mexico                   |
| Hypsiglena torquata      | Günther, 1860      | Mexico                   |
| Hypsiglena unaocularus   | Tanner, 1944       | Mexico                   |